# Alejandro Verbitsky
Alejandro Verbitsky fue un periodista y guionista de cine que nació y falleció en Argentina, autor de varios guiones para películas de su país en las décadas de 1940 y 1950 que prosiguió su carrera en México y España.

## Periodismo
En 1946 asumió junto a Villalba Welsh la dirección de la revista Cascabel cuando esta se inclinó por la sátira política, pero poco después de la asunción de la presidencia por Perón cerró debido a su posición no alineada con el oficialismo.

## Premios
Recibió de la Academia de Artes y Ciencias Cinematográficas de la Argentina: 
- En 1944, el Cóndor Académico a la mejor adaptación por El deseo.[2]
- En 1947, el Cóndor Académico al mejor argumento original por El retrato, junto a Emilio Villalba Welsh.[2]

## Filmografía
Aunque sus principales contribuciones al cine fueron como guionista para películas protagonizadas por Mirtha Legrand, Narciso Ibáñez Menta y Olga Zubarry, entre otros, también lo hizo con adaptaciones y argumentos
- El sillón y la gran duquesa (1943)[4]
- Su esposa diurna (1944)
- El deseo (1944)
- Un modelo de París (1946)
- Albergue de mujeres (1946)[5]
- La caraba (1947)
- El retrato (1947)[4]
- La cumparsita (1947)
- La senda oscura (1947)
- La hostería del caballito blanco (1948)
- María de los Ángeles (1948)
- Cita en las estrellas (1949)[4]
- Edición Extra (1949)
- Danza del fuego (1949)
- La vendedora de fantasías (1950)[6]
- Don Fulgencio (El hombre que no tuvo infancia) (1950)[7]
- Juan Mondiola (1950)
- Deshonra (1952)
- Acuérdate de vivir (1953)
- Mi adorada Clementina (1953)
- Dios los cría (1953)
- ¡Ay, pena, penita, pena! (1953)
- Maleficio (1953)[8]
- Tres citas con el destino (1954) (episodio argentino)
- La intrusa (1954)
- Secreto profesional (1955)
- Lo que le pasó a Sansón (1955)
- Historia de un amor (1956)
- ¡Que seas feliz! (1956)
- Nos veremos en el cielo (1956)
- Tinieblas (1957)
- Ladrón de cadáveres (1957)
- Los tres mosqueteros y medio (1957)